# Trzemeśnia
Trzemeśnia est un village polonais de la gmina de Myślenice dans le powiat de Myślenice et dans la voïvodie de Petite-Pologne. Il se situe à environ 12 km au sud de Myślenice et à 37 km au sud de la capitale régionale Cracovie.